# گردشگاه میان‌کتل شیراز
گردشگاه میان‌کتل شیراز در شهرستان شیراز در استان فارس واقع است.

## ویژگی‌های منطقه
این منطقه حفاظت شده در جنوب باختری دشت ارژن و در جنگل‌های میان بند قرار گرفته‌است. گردشگاه میان کتل با فضای کوهستانی و پوشش انبوه جنگلی، ویژگی‌های بی‌همتا دارد. زمین گردشگاه تپه‌ای است در کف دره با شیب ملایم که جهت شمالی آن مشرف به بخش جنگل‌های متراکم بلوط و زیستگاه گوزن زرد است. در بالای این تپه و در بخش جنوبی آن چشم‌انداز زیبای منطقه جنگلی برم دیده می‌شود. ارتفاعات اطراف دره میان کتل که در بخش شمالی، شمال خاوری و شمال باختری مانند دیواره‌ای دیده می‌شود، در زمستان‌های  پربارش پوشیده از برف است که منظره‌ای جالب و زیبا دارد و برای علاقمندان به ورزش‌های زمستانی جالب توجه است.

## موقعیت جغرافیایی
گردشگاه میان کتل در مجاورت جاده قدیم شیراز - کازرون و در فاصله ۱۸ کیلومتری دشت ارژن واقع شده‌است. فاصله این گردشگاه تا جاده اصلی دشت ارژن - کازرون ۱۴ کیلومتر راه خاکی است. اگر چه نقاط مرتفع و کوهستانی منطقه میان کتل زمستان‌های سرد و برفگیر دارد، ولی محل گردشگاه به علت استقرار در میان جنگل‌های میان‌بند و دره زیبای میان‌کتل، آب و هوایی معتدل دارد که در همه ماه‌های سال دارای قابلیت‌های گردشگاهی متفاوت است.